# Meresanch III
Meresankh III (26e eeuw v.Chr.) was de vroeg-dynastieke koningin uit de 4e dynastie van Egypte die regeerde aan de zijde van koning (farao) Chefren, haar oom die met haar getrouwd was. Haar kinderen waren dochter Shepsetkau en waarschijnlijk nog twee andere niet nader genoemde dochters, en vier zonen Nebemakhet, de latere farao Nioeserre, Khenterka en Duaenre.
Meresankh was zelf de dochter van Hetepheres II en kroonprins Kawab en dus een kleindochter van farao Choefoe (Cheops).
Haar naam betekent: "Zij die van het leven houdt".

## Graftombe
Na haar dood, kort na de bewindsperiode van Chefren, werd Meresankh begraven in een uitgebreid decoreerde mastaba met uit de rots gehouwen kapel, rotsgraf G 7530 in Gizeh. Op de inscripties staan zowel de tijd van haar overlijden vermeld als van haar begrafenis die zo'n 272 dagen later plaatsvond. Blijkbaar stierf zij in het eerste bewindsjaar van een niet nader genoemde koning, mogelijk Menkaure.

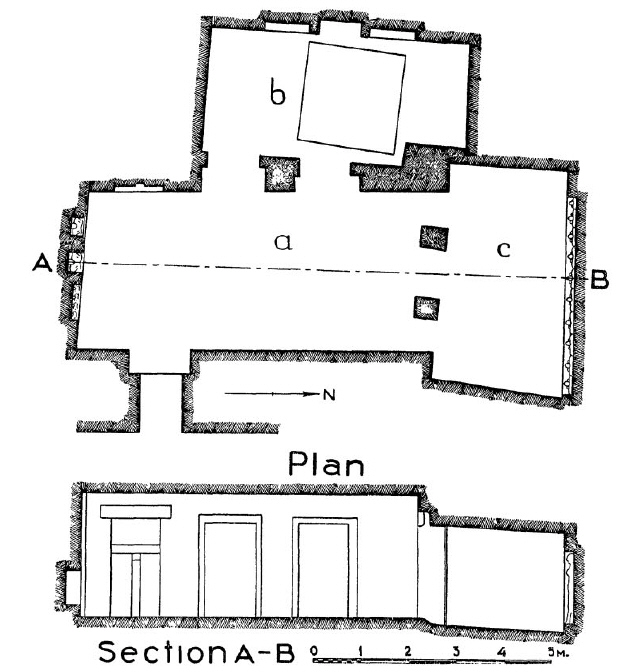
Graf 7530 grondplan en doorsnee

Het graf was eerst bedoeld voor haar moeder Hetepheres II, maar die schonk het voor gebruik voor haar dochter, wat laat vermoeden dat de dood van Meresankh plots en onverwacht plaats greep. Hetepheres voorzag ook een zwart granieten sarcofaag voor haar dochters begrafenis met daarop afbeeldingen van paleisgevels.
Het graf werd ontdekt op 23 april 1927 door archeoloog George Reisner en de verdere opgravingen gebeurden door zijn team in opdracht van de Harvard-universiteit en het Museum of Fine Arts (Boston).
De sarcofagen en skeletten bevinden zich vandaag in het museum van Caïro. Het blijkt dat zij 1,54 m groot was en tussen de 50 en de 55 jaar op het ogenblik van haar dood. In het graf bevonden zich de vroegst bekende canopenvazen
 Ook het kalkstenen beeld van koningin Hetepheres die haar dochter omarmt werd in het graf aangetroffen en bevindt zich thans in het Museum of Fine Arts in Boston.

## Titels
Te oordelen naar de vele titels die Meresankh droeg was zij niet alleen een zeer invloedrijk persoon in het politieke en religieuze gebeuren in het Oude Rijk, maar bovendien zeer geliefd. Een aantal is mogelijk postuum toegekend.
Van Meresankh III zijn de volgende koninginnentitels bekend:
- Groot van lofprijzingen (wrt-hzwt),
- Groot van lofprijzingen van Thoth (wrt-hzwt-djhwty),
- Grote vrouwe van de hetes-scepter (wrt-hetes),
- Grote vrouwe van de hetes-scepter van de twee heren (wrt-hetes-Nbwi),
- Koninklijke vrouwe (hmt-nisw)
- Koninklijke vrouwe, zijn geliefde (hmt-nisw meryt.f),
- Zij die Horus en Seth ziet (m33t-hrw-stsh),
- Priesteres van Bapef (hmt-ntr-b3-pf),
- Priesteres van Thoth (hmt-ntr-dhwty),
- Priesteres van Tjazepef (hmt-ntr-t3-zp.f),
- Priesteres van Hathor (hmt-ntr-hwt-hrw-nbt-iwnt),
- Meesteres van Denderah (hmt-ntr-hwt-hrw-nbt-iwnt),
- Aan de zijde van Horus (kht-hrw),
- Koninklijke dochter (s3t-niswt)
- Koninklijke dochter van zijn lichaam (s3t-niswt-nt-kht.f),
- Koninklijke dochter van zijn lichaam, zijn geliefde (s3t-niswt-nt-kht.f-meryt.f),
- Geliefde gemalin onder de twee vrouwen (sm3yt-mry-nbty),
- Gade van Horus (smrt-hrw) en Begeleidster van Horus (tist-hrw),
- Gade van Horus, zijn geliefde (smrt-hrw-meryt.f),